# Mâchecourt
Mâchecourt ist eine französische Gemeinde mit 109 Einwohnern (Stand 1. Januar 2022) im Département Aisne in der Region Hauts-de-France (vor 2016 Picardie). Sie gehört zum Arrondissement Laon, zum Kanton Villeneuve-sur-Aisne und zum Gemeindeverband Champagne Picarde.

## Geografie
Die Gemeinde Mâchecourt liegt rund 24 Kilometer östlich von Laon. Nachbargemeinden von Mâchecourt sind Autremencourt im Norden, Goudelancourt-lès-Pierrepont im Nordosten, Bucy-lès-Pierrepont im Osten, Chivres-en-Laonnois im Süden, Liesse-Notre-Dame im Südwesten, Pierrepont im Westen sowie Vesles-et-Caumont im Nordwesten.

## Geschichte
Bis zu ihrer Aufhebung im Jahre 1879 bildeten die Gemeinden Mâchecourt und Chivres-en-Laonnois eine gemeinsame Gemeinde mit dem Namen Chivres-et-Mâchecourt.

### Bevölkerungsentwicklung
| Jahr                       | 1962 | 1968 | 1975 | 1982 | 1990 | 1999 | 2011 | 2022 |
| Einwohner                  | 165  | 159  | 118  | 105  | 105  | 122  | 116  | 109  |
| Quellen: Cassini und INSEE |      |      |      |      |      |      |      |      |

## Sehenswürdigkeiten

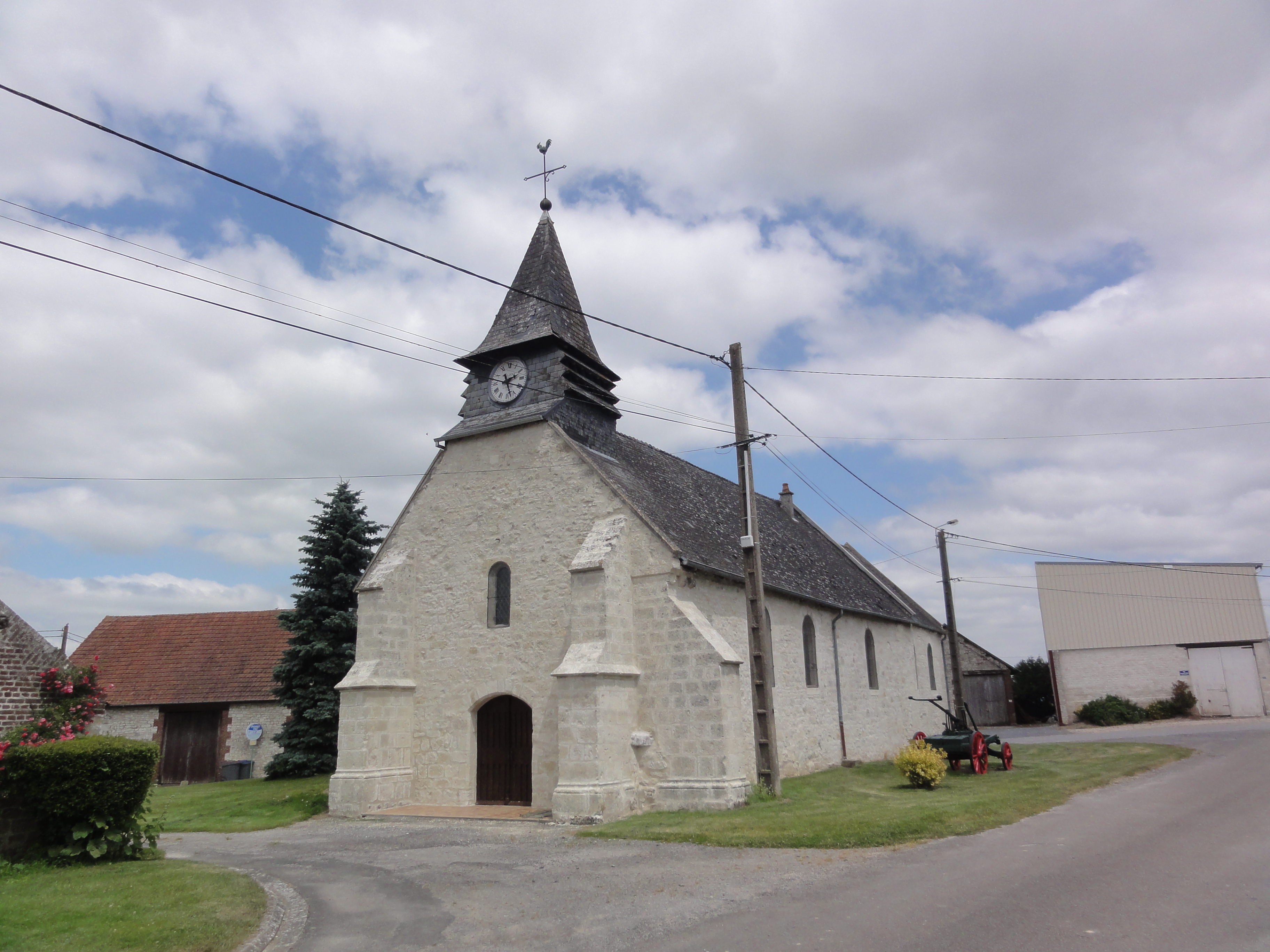
Kirche Saint-Hilaire
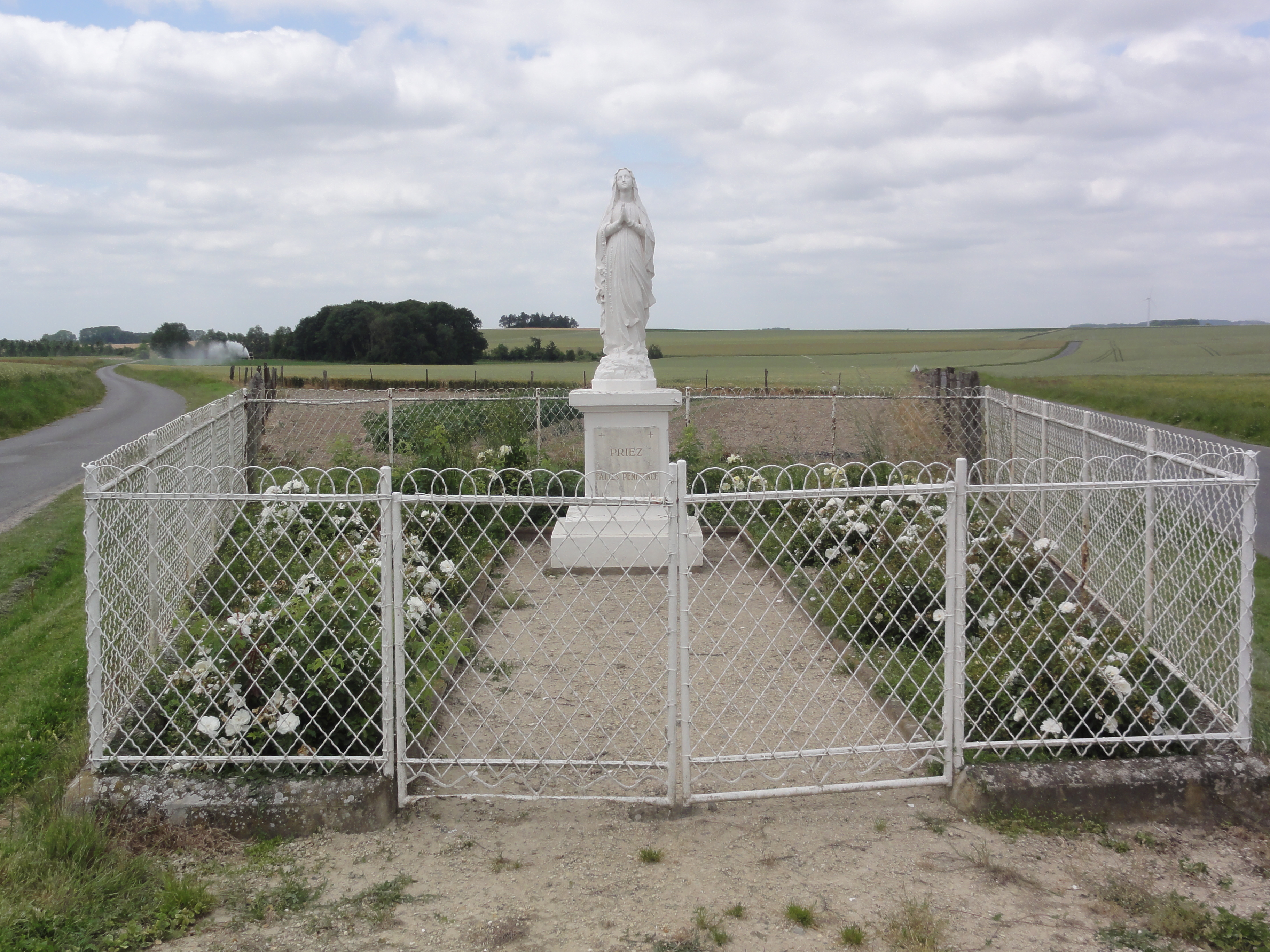
Marienstatue

- Kirche Saint-Hilaire
- Marienstatue